# Heng et Ha

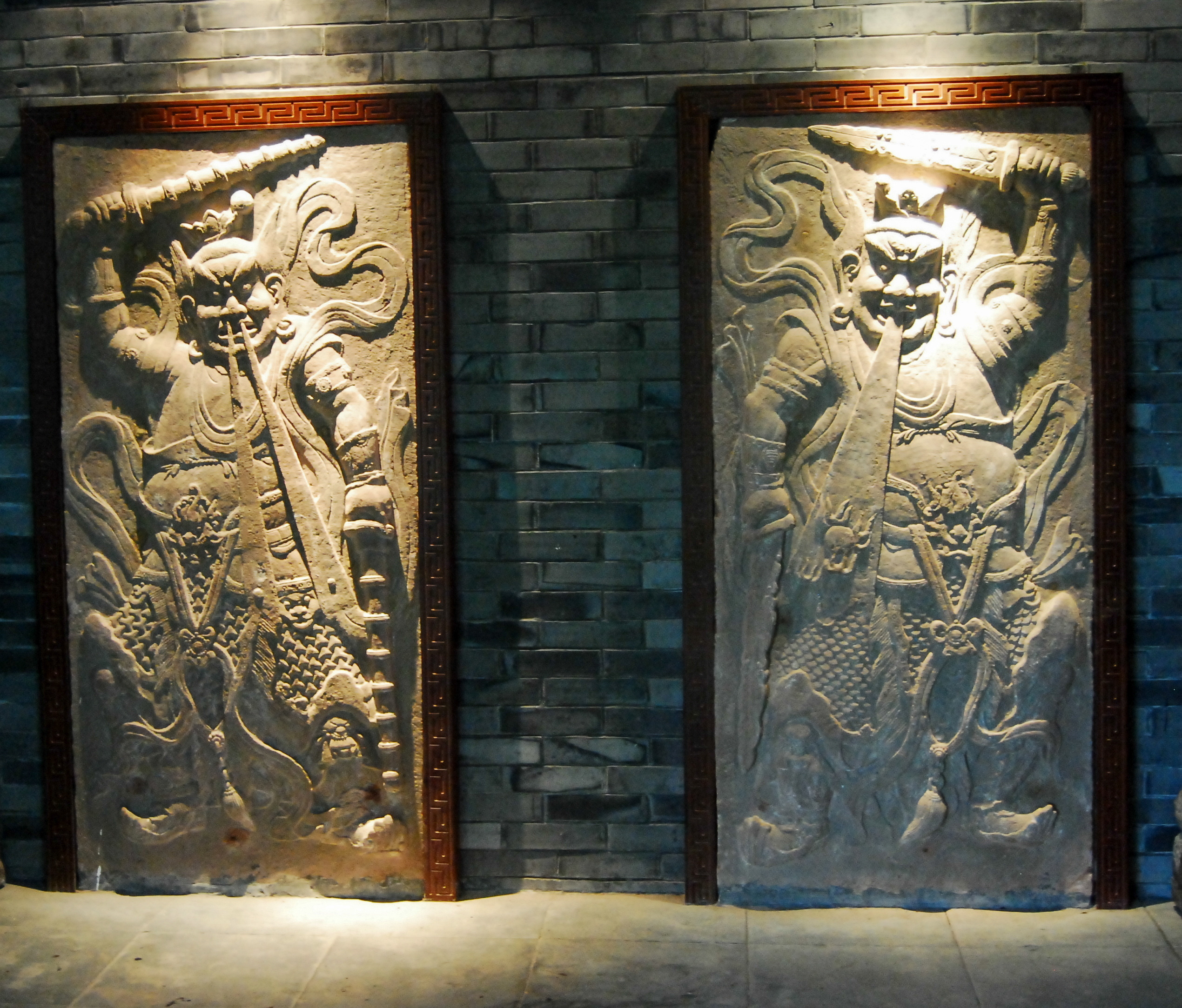
Heng (à droite) et Ha (à gauche)

Heng Ha Er Jiang (chinois simplifié : 哼哈二将 ; chinois traditionnel : 哼哈二將 ; pinyin : Hēng Hā Ėr Jiàng ; EFEO : Heng Ha Eul Tsiang) « Les Deux Généraux Heng et Ha », deux Généraux de la dynastie Shang (殷朝) devenus les premiers Esprits/Dieux des Portes historiques dans la mythologie chinoise, héros du roman fantastique Fengshen Yanyi « L'Investiture des dieux », écrit fin (fin XVIe, début XVIIe) par Xu Zhonglin ou Lu Xixing.

## Histoire
Le Roi actuel, Zhou de la dynastie Shang (殷朝) a manqué de respect lors d'un pèlerinage au temple de la Déesse-Mère Créatrice, Nuwa (女媧) et pour cela, son sort est scellé à tout jamais. Sa Dynastie est appelée à disparaître pour faire place à une autre, celle du futur Roi, Wu (周武王) de la dynastie Zhou (周朝). Pour permettre ce changement, une grande guerre doit avoir lieu qui opposera chaque champion des deux camps. Une guerre d'abord interne par la venue d'un démon-renard femelle, Daji (妲己) introduit dans la cour du roi félon afin de le discréditer aux yeux de tous ; et une guerre externe entre guerriers de renom qui combattent tous pour une bonne cause, les uns pour maintenir le roi sur son trône malgré ses exactions et les autres pour l'en faire sortir comme l'ont commandé les astres. Notre histoire est celle de deux de ces Généraux...

### Heng Jiang

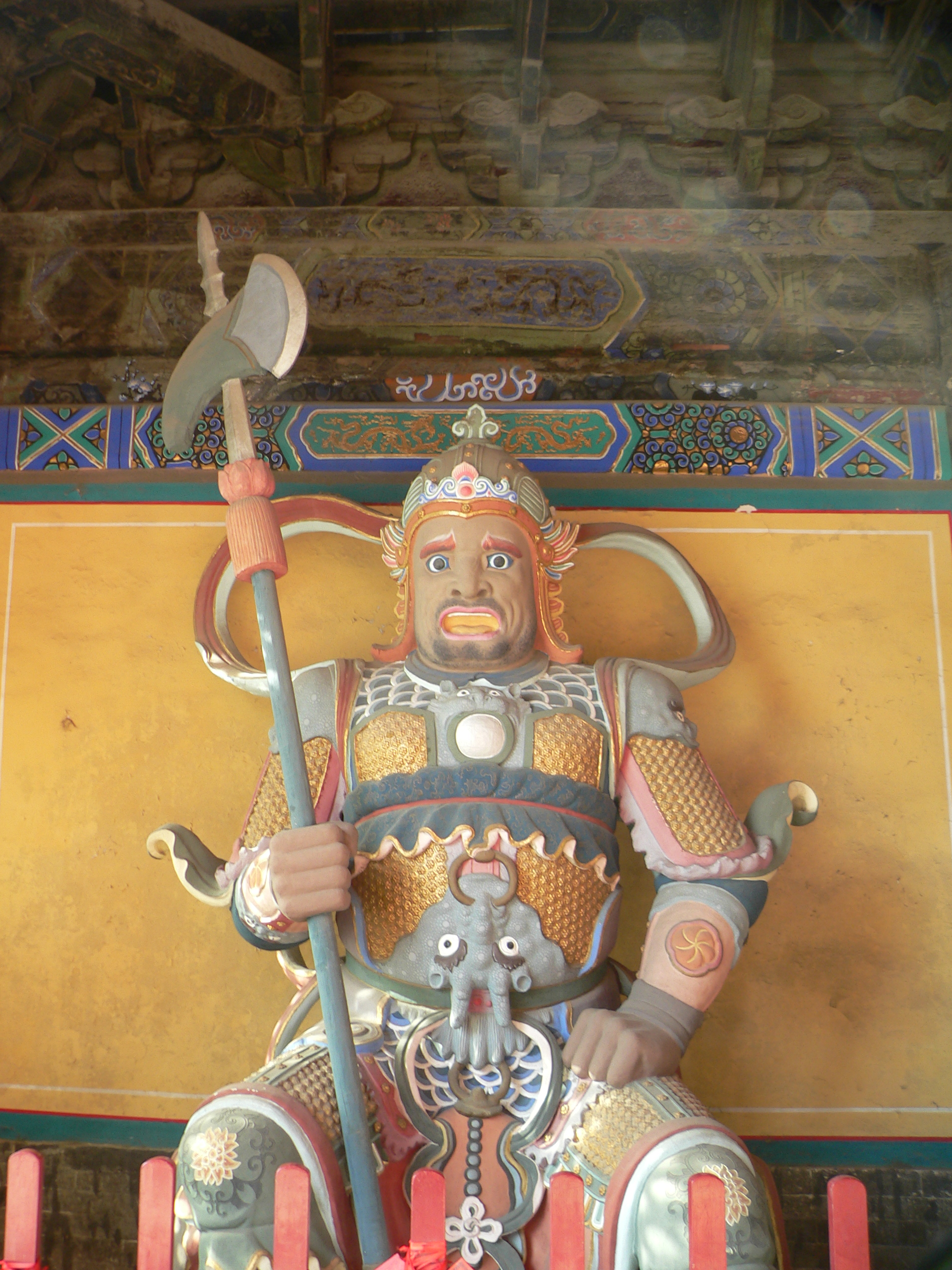
Heng

(chinois simplifié : 哼将 ; chinois traditionnel : 哼將 ; pinyin : Hēng Jiāng ; EFEO : Heng Tsiang) « Le Général Heng » ou « Le Maréchal Heng » s'appelait Zheng Lun (鄭倫), il avait pour maître, Du E Zhenren (度厄真人) des Monts Kun Lun de l'Ouest (西崑崙山), demeure des Immortels (仙). Celui-ci lui enseigna comment exhaler un nuage toxique par le nez sous forme de deux rais de lumière blanche afin de capturer les âmes de ses ennemis ; une arme redoutable en vérité, qui lui donnera le surnom de Hēng Jiāng (哼將) « Le Général Bourdonnement » ou « Le Général Renifleur ». Son maître, mis au courant des commandements du ciel, savait que son disciple participerait à la grande guerre qui allait bientôt avoir lieu entre les deux camps, et il enjoint Zheng Lun de descendre des Monts pour aller s'installer dans la ville de Jizhou (冀州) afin obtenir la "ceinture de jade" (passer les examens pour devenir Fonctionnaire) et se mettre au service de l'armée du Roi Wu (周武王) de la dynastie Zhou (周朝),.

### Ha Jiang

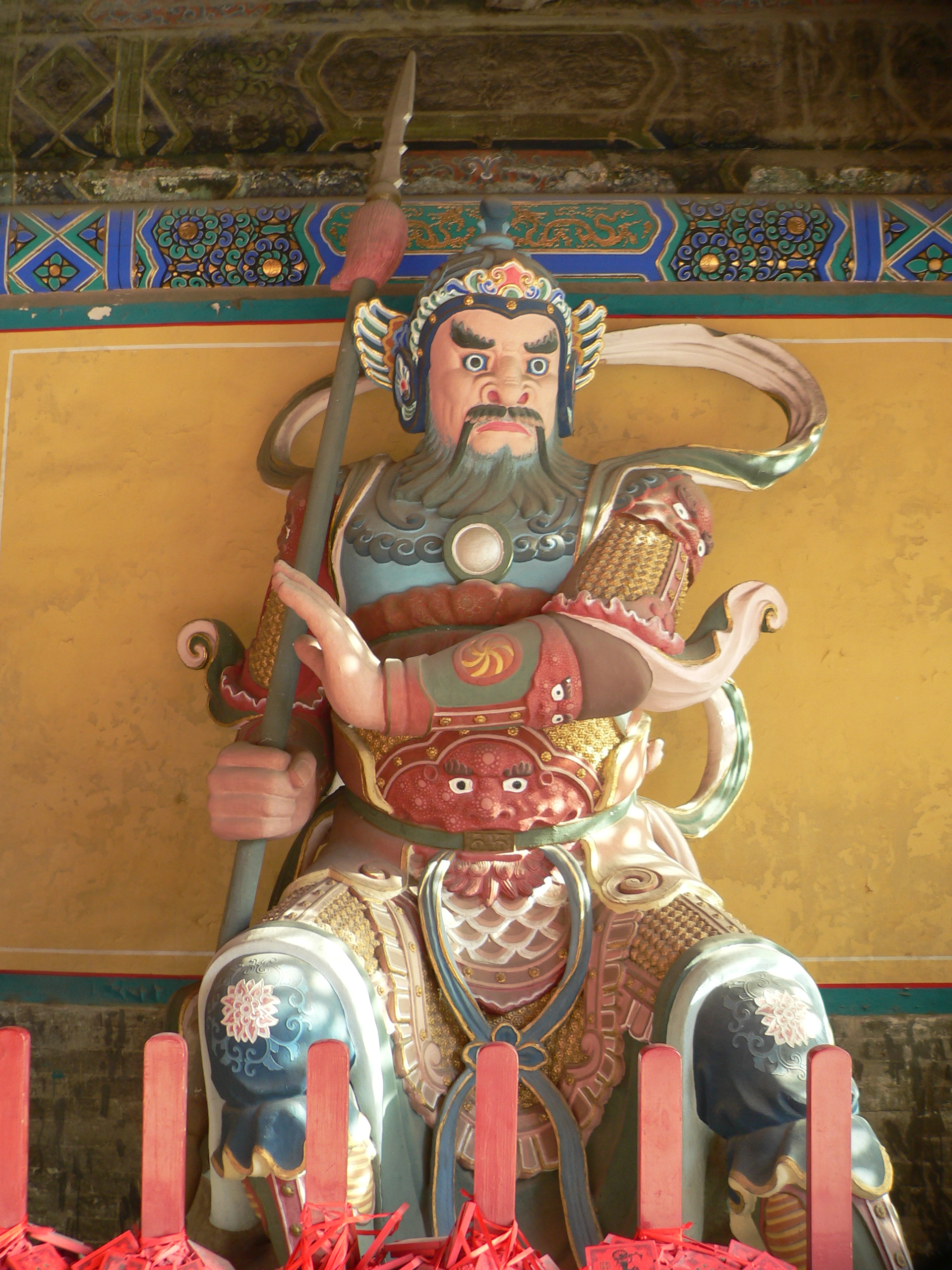
Ha

(chinois simplifié : 哈将 ; chinois traditionnel : 哈將 ; pinyin : Hā Jiāng ; EFEO : Ha Tsiang) « Le Général Ha » ou « Le Maréchal Ha » s'appelait Chen Qi (陳琦), il avait appris d'un magicien de renom la faculté de générer un gaz toxique de couleur jaune qu'il expirait par la bouche, capable de capturer l'âme de tous ses ennemis ; arme redoutable qui lui valut le titre de Hā Jiāng (哈將) « Le Général Baillement » ou « Le Général Souffleur ». Il rejoint bientôt les rangs de l'armée ennemie de Zhou de la dynastie Shang (殷朝),.

## La Grande Bataille
L'heure de l'affrontement était venue pour les deux champions de chaque camp. Ce sera devant les remparts de la Forteresse ou Passe de Qing Long Guan (青龍關) de la ville de Jizhou (冀州) : Zheng Lun avait déjà remporté plusieurs victoires sur ses ennemis et s'était mis au service du Général Huang Fei Hu (黃飛虎). Un jour, excédé et désespéré d'avoir perdu autant de soldats, Qiu Yin (邱引) reçut l'aide inattendue de son intendant, Chen Qi qui venait le ravitailler et qui se proposa d'aller à son tour livrer bataille. Bientôt, après avoir remporté quelques victoires lui aussi, Chen Qi le ravitailleur de Qiu Yin allait faire face au ravitailleur de Huang Fei Hu. Les deux compères se rendirent au combat, Zheng Lun s'avança le premier, il était : [...] "un officier, le visage rouge comme un jujube, la barbe comme des aiguilles d'or, un casque resplendissant de neuf nuages, tunique rouge, armure d'or, ceinture de jade, monté sur un monstre aux yeux d'or et prunelles de feu, une massue à double poignée à la main" [...]. De plus, au combat il était accompagné d'une "armée forte de 3 000 soldats-corbeaux vêtus de noir Chen Qi lui était de son côté [...] "à la tête de ses soldats-tigres, assis sur un chameau aux yeux d'or et à la prunelle de feu, à la main un gourdin à abattre les démons" [...]. Leur combat se termina par un match nul, les deux adversaires étant de force égale, ils roulèrent sur le sol et furent évacués par leur armée respective. Ce n'est que plus tard que Chen Qi perdra la vie en affrontant Huang Fei Hu en personne qui l'achèvera en lui transperçant les côtes à l'aide de sa puissante hallebarde. Quant à Zheng Lun, il périra de la main du Mage Jindasheng (金大升) qui lui décochera une boule de feu venue de son estomac en pleine tête avant de le décapiter une fois tombé à terre.

## La Grande Déification
La guerre a pris fin et sans surprise, c'est le nouveau Roi, Wu (周武王) de la dynastie Zhou (周朝) qui l'emporte. Il est alors temps pour tous les valeureux guerriers tombés au combat de recevoir chacun un titre qui fera d'eux des esprits/dieux pour l'éternité. C'est l'Immortel Jiang Zi Ya (姜子牙) qui se charge de les distribuer. [...] "Depuis l'Investiture, Cheng Lun est devenu un Dieu de la porte des temples bouddhiques, chargé de recevoir les plaintes et gémissements, de répandre et diffuser le saint enseignement. Il partage ce rôle avec Chen Qi, contre qui il avait vaillamment combattu à la passe de Qing Long Guan. Qui se souvient encore aujourd'hui de ces rivalités ? Les deux adversaires ont appris à s'estimer en œuvrant en commun pour l'épanouissement de la sainte doctrine"[...].

## Les Dieux des Portes
En devenant esprits/dieux, les deux anciens rivaux devinrent donc des Dieux des Portes sous l'appellation des Hēng Hā Ėr Jiàng « Les Deux Généraux Heng et Ha » appelés aussi les Jīngāng Lìshì (金剛力士) « les Puissants à la Foudre » qui deviendront pour les Japonais les Kongōrikishi ou les Niō. 

## Description

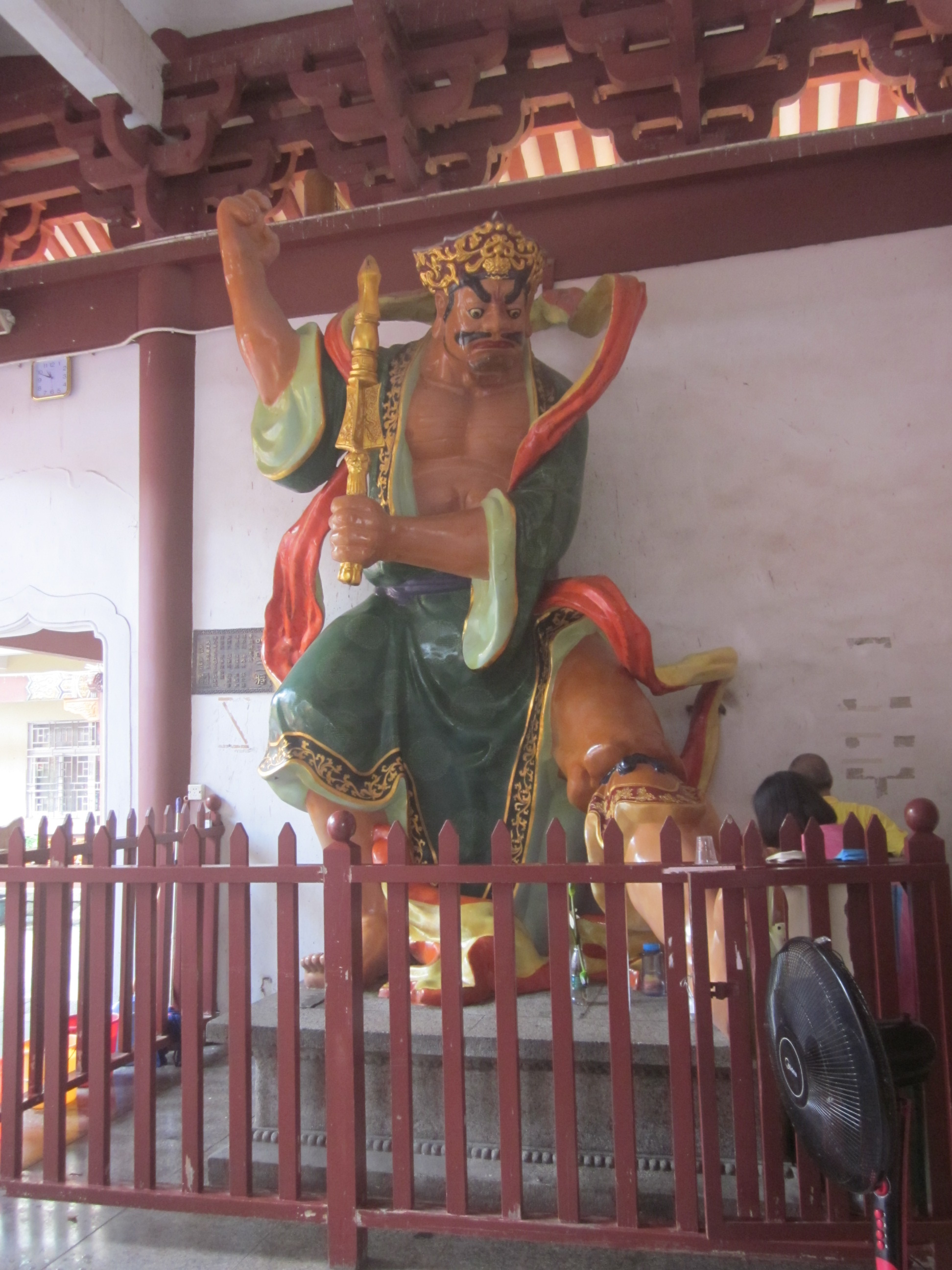
Ha

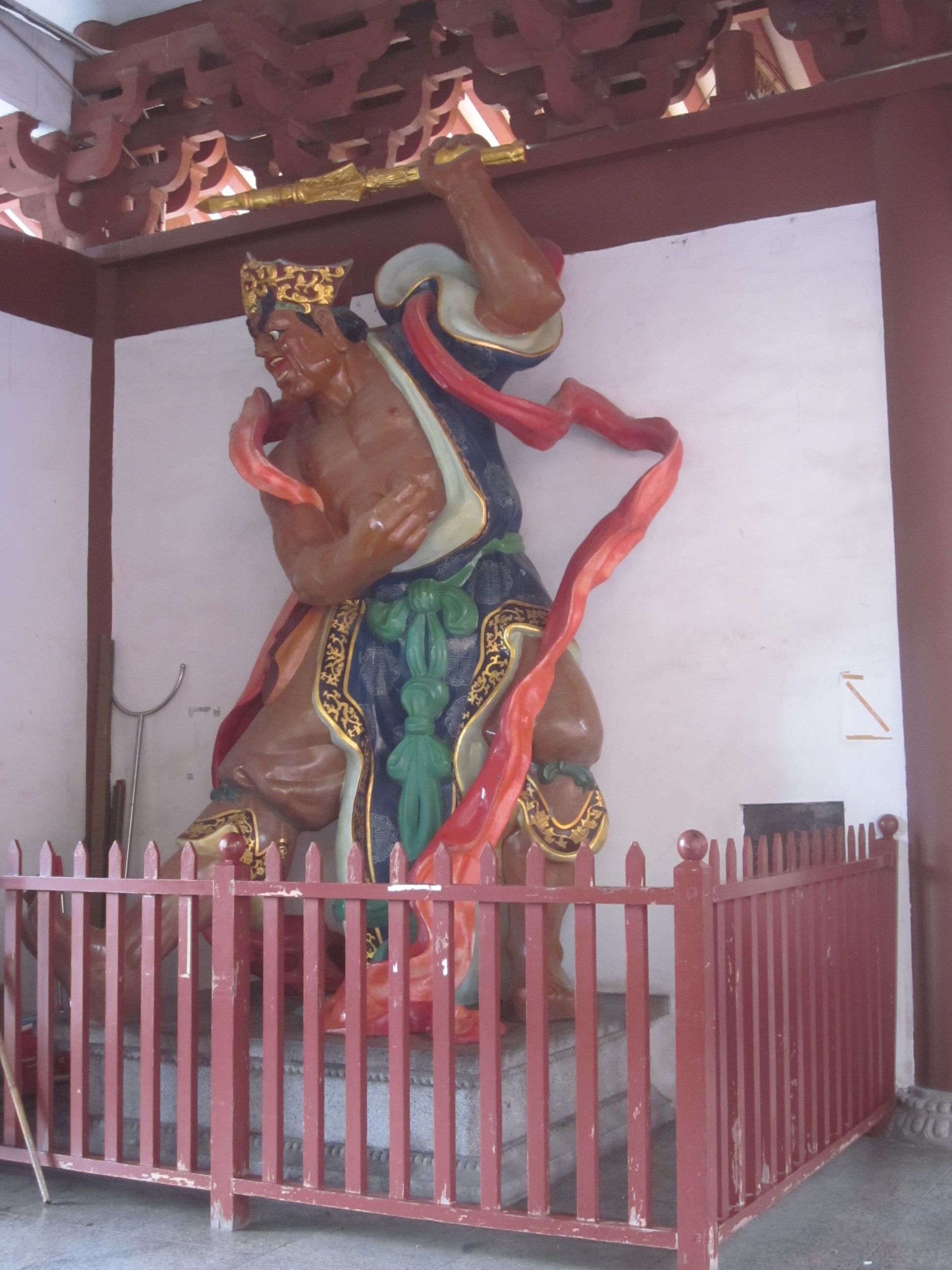
Heng

Heng est toujours représenté à droite de la porte d'entrée, la bouche ouverte et le regard courroucé, armé d'une lance, d'une hallebarde ou d'une épée.
Ha est toujours représenté à gauche de la porte d'entrée, la bouche close et le regard courroucé, armé d'une lance, d'une hallebarde ou d'une épée.
Ce n'est que plus tard qu'ils vont adopter leur apparence définitive de guerriers torses nus aux muscles saillants, portant le chignon, entourés de rubans, en pantalon de toile les pieds nus et ornés de bijoux en or. Iconographie qui fixera pour l'éternité l'image de ces deux valeureux gardiens des temples dont s'emparera le Japon pour créer ses Niō.

## Symbolisme
Heng et Ha représentent le son sacré du bouddhisme, ɦūṃ (हूँ) ou aum qui est à l'origine de toute création et de toute destruction dans le monde. Ils représentent aussi la dualité éternelle du Yin (陰) et du Yang (陽), la force brute opposée à la force latente ; le principe mâle opposé au principe femelle ; la vie opposée à la mort, etc.